# Welcome to the Magic World of Captain Samouraï Flower
Albums de Pascal Obispo
Les Fleurs de Forest
(2007) Millésimes
(2013)
Singles
1. Le Drapeau
Sortie : 2009
2. Idéaliste
Sortie : 2009
3. La valse des regrets
Sortie : 2009
4. Si je manquais de ta peau
Sortie : 2010
5. Mary Jane
Sortie : 2010

Welcome to the magic world of Captain Samouraï Flower est le septième album studio publié par Pascal Obispo chez Epic / Sony Music, sorti le 12 octobre 2009 sous le label Epic/Sony.

## Liste des chansons
| 1.    | Welcome to the Magic World | Obispo                              | 2:15 |
| 2.    | Le Drapeau                 | Florence/Obispo                     | 3:56 |
| 3.    | Idéaliste                  | Florence-Obispo/Obispo              | 3:20 |
| 4.    | Mary Jane                  | Obispo                              | 4:45 |
| 5.    | Si je manquais de ta peau  | Florence/Obispo                     | 4:40 |
| 6.    | Sous le chapiteau          | Florence-Obispo/Obispo              | 5:01 |
| 7.    | Singing My Song            | Obispo                              | 3:33 |
| 8.    | La Valse des regrets       | Obispo                              | 4:41 |
| 9.    | Mr Sunshine                | Florence-Obispo/Obispo              | 3:47 |
| 10.   | Banquise des anges         | Obispo                              | 3:43 |
| 11.   | Magic Trip                 | Florence-Obispo/Obispo-Chouari-Zibi | 3:47 |
| 12.   | J'ai dit oui               | Florence-Obispo/Obispo              | 3:42 |
| 13.   | I Give You My Love         | Obispo-Stoner/Obispo                | 5:06 |
| 14.   | L'Histoire                 | Florence/Obispo                     | 3:27 |
| 15.   | Idealist (Long Version)    | Florence-Obispo-Stoner/Obispo       | 4:03 |
| 59:56 |                            |                                     |      |

## Musiciens
- Pascal Obispo : Chant, basse, guitares acoustiques et électriques, piano, rhodes, ukulélé, batterie, chœurs, arrangements
- Michael Désir : Batterie
- Michel Aymé : Basse, guitares acoustiques et électriques, guitare slide, ukulélé
- Christophe Deschamps : Batterie
- Alain Lanty : Piano
- Christophe Maé : Harmonica
- Jan Pham Huu Tri : Guitares électriques
- Les Petits Chanteurs d'Asnières : Chœurs
- Sean Obispo : Chant
- Sam Stoner : Chant
- Nick Ingman : Arrangements et direction de cordes, arrangements et direction de fanfare
- Simon Hale : Arrangements et direction de cordes

## Production
- Enregistré et mixé au Studio O à Suresnes par Mathieu Daquin
- Le Drapeau et  Welcome to the magic world mixés par Volodia
- Cordes et cuivres enregistrés au Studio O par Volodia, assisté de Mathieu Daquin
- Masterisé à Metropolis (Londres) par Miles Showell
- Le Drapeau, Welcome to the magic world et Idéaliste : Masterisé à AVRM (Suresnes)
- Produit par Pascal Obispo
- Réalisation artistique artwork Mark Maggiori
- Production executive image HK Corp (Noah Klein, David Gitlis et John Gitlis)